# Cocal
Cocal este un oraș în Piauí (PI), Brazilia.